# 东中市
东中市旧名中市街、东大街、东中市大街、接驾桥大街、井岗山西路（1968-1978年），是苏州市姑苏区古城内的一条街道，东到护龙街（今人民路），接白塔西路、白塔东路；西到皋桥，接西中市，直通阊门。四条路连贯，形成古城北部一条东西向的主要交通干道。全长935米，宽9-13.5米。中段有都亭桥，以东原属平江区，以西原属金阊区，2012年区划调整后同属姑苏区。
东中市原为石板路，宽2米多，民国24年（1935年）改造为近代马路，拓宽至9-13.5米，弹石路面。1963年改建成沥青路面。